# 15 Arietis
15 Arietis, som är stjärnans Flamsteed-beteckning, är en ensam stjärna belägen i den mellersta delen av stjärnbilden Väduren, som också har variabelbeteckningen AV Arietis. Den har en lägsta skenbar magnitud på ca 5,74 och är  svagt synlig för blotta ögat där ljusföroreningar ej förekommer. Baserat på parallaxmätning inom Hipparcosuppdraget på ca 5,8 mas, beräknas den befinna sig på ett avstånd på ca 560 ljusår (ca 170 parsek) från solen. Den rör sig bort från solen med en heliocentrisk radialhastighet av ca 62 km/s. På det beräknade avståndet minskar stjärnans skenbara magnitud med 0,33 enheter genom en skymningsfaktor orsakad av interstellärt stoft.

## Egenskaper
15 Arietis är en röd till orange jättestjärna i huvudserien av spektralklass M3 III. Den har en massa som är ca 1,4 solmassor, en radie, som baserat på en uppmätt vinkeldiameter av 3,67 ± 0,11 mas, är ca 87 solradier (radien bestämd utifrån stjärnans observerade magnitud och färg är 87 R☉.) och utsänder ca 781 gånger mera energi än solen från dess fotosfär vid en effektiv temperatur av ca 3 600 K.
15 Arietis är prototypstjärna för variabla stjärnor av AV Arietis-typ (SRS). Variabeltypen kännetecknas av halvregelbundna röda jättar med korta perioder – flera dagar till högst en månad. Denna stjärna varierar mellan visuell magnitud +5,67 och 5,74 med en period som uppskattas till 5,0320 dygn. Långvarig fotometri finner att den starkaste pulseringsperioden är 18,1 dygn med en amplitud på 0,028 magnituder, medan en sekundär period är 21,9 dygn och 0,030 i amplitud.